# Júlia Kubitschek (Coronel Fabriciano)
Júlia Kubitschek (antigo Professora Júlia Kubitschek), popularmente conhecido como JK, é um bairro do município brasileiro de Coronel Fabriciano, no interior do estado de Minas Gerais. Localiza-se no distrito Senador Melo Viana, estando situado no Setor 4. Segundo o censo demográfico de 2022, realizado pelo Instituto Brasileiro de Geografia e Estatística (IBGE), sua população era de 3 104 habitantes e havia 1 133 domicílios particulares permanentes ocupados.
A área, que até o final da década de 1960 pertencia à Arquidiocese de Mariana, foi loteada e o bairro foi oficialmente criado no ano de 1971, no mandato do prefeito Mariano Pires Pontes. O nome recebido é uma referência a Júlia Kubitschek, que havia falecido naquele mesmo ano, mãe do ex-presidente Juscelino Kubitschek. Este compareceu à cerimônia de fundação do bairro, que inicialmente contava com poucas casas, porém no decorrer das décadas seguintes houve um crescimento populacional da localidade, que passou a ter infraestrutura e comércio.

## História

### Fazenda Bom Jesus

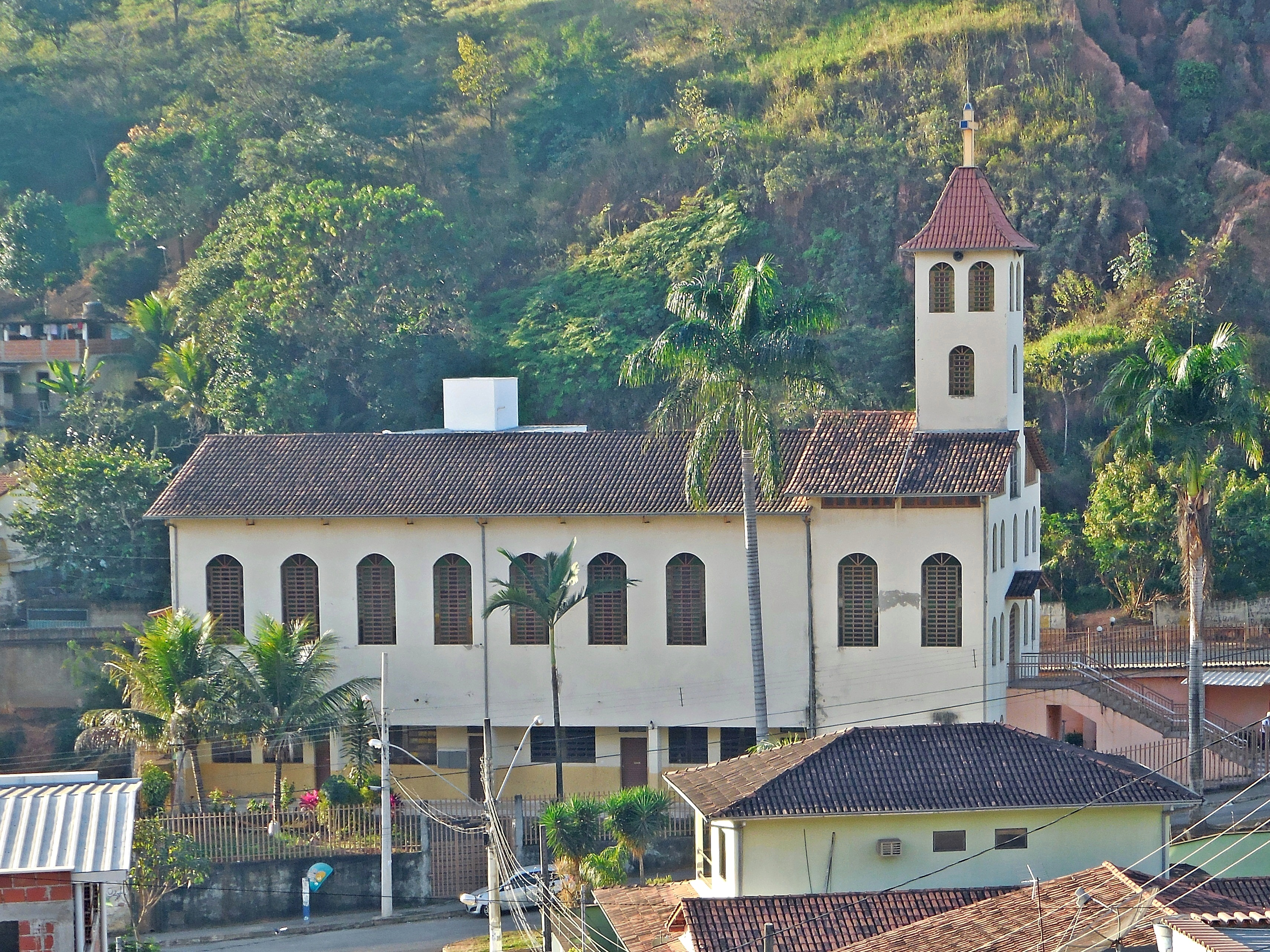
Vista da Igreja Nossa Senhora de Lourdes, que foi inaugurada em 1985, erguida em terreno adquirido em 1974.

A origem do bairro está ligada ao estabelecimento de uma fazenda na década de 1940. Sua sede, um casarão de alto padrão para a época, foi construída para ser a residência de Joaquim Gomes da Silveira Neto, superintendente da então Companhia Siderúrgica Belgo-Mineira em Coronel Fabriciano. A construção durou entre dois e três anos, empregou mão de obra predominantemente local e foi concluída em 1944. O serviço de carpintaria foi executado por "Seu Garrido", um artesão espanhol que morava em Fabriciano. A família de Joaquim Gomes residiu no local por cerca de dez anos, até se mudar para Belo Horizonte.
Depois da mudança da família de Joaquim Gomes, a área foi vendida à Arquidiocese de Mariana. Com isso, passou a ser administrada por intermédio do pároco local, padre Rocha; assim como acontecia com as terras dos atuais bairros São Domingos, Recanto Verde e Bom Jesus, dentre outros. Por causa disso, o local ficou conhecido como Fazenda do Padre Rocha. Entretanto, após o adoecimento do religioso, suas propriedades foram vendidas ou cedidas a outros administradores. No caso da antiga fazenda, o terreno foi comprado por Fábio Xavier Pinheiro em 1970, transformando-o na Fazenda Bom Jesus.

### Loteamento e expansão

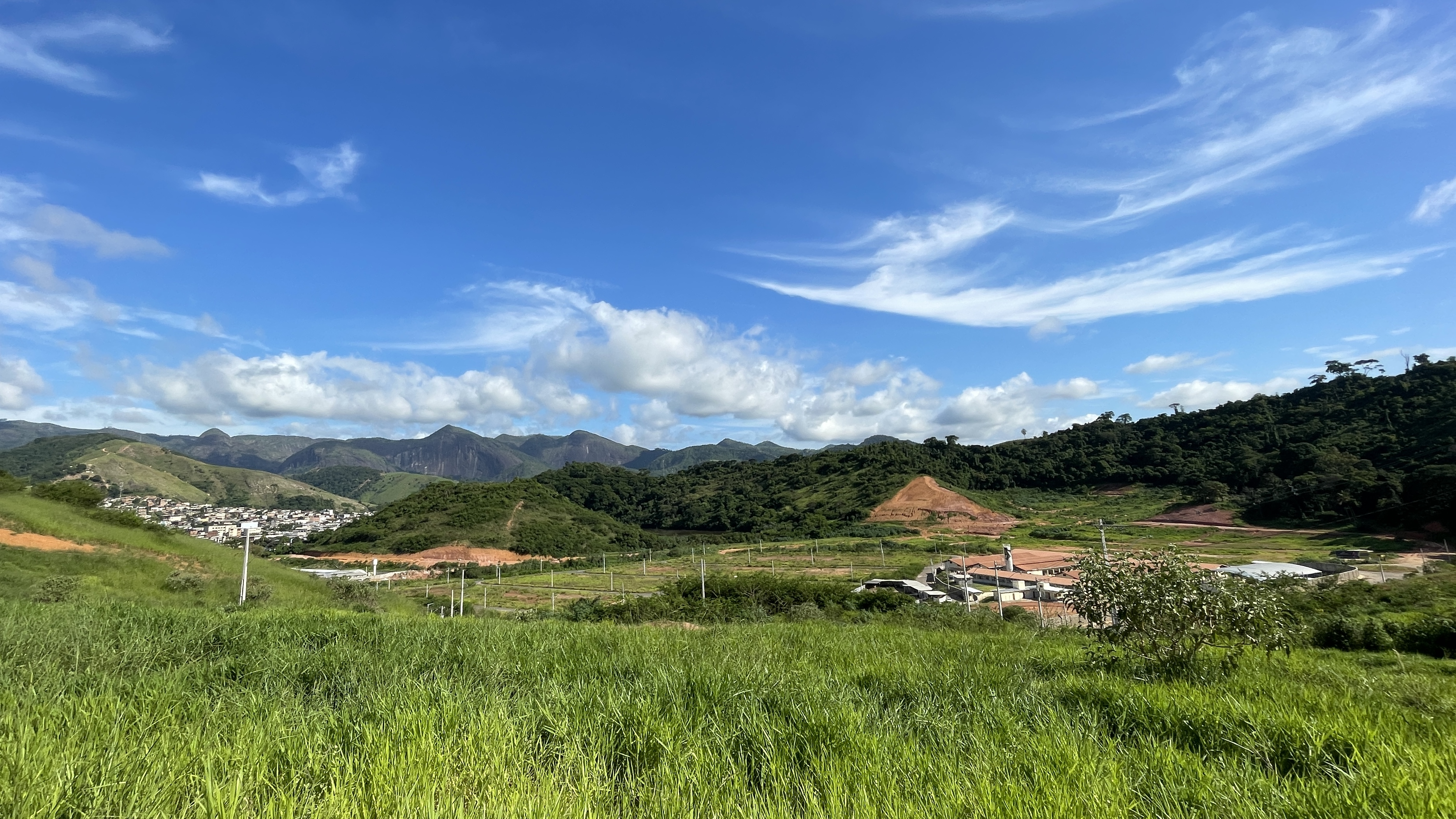
Loteamento do bairro Nova Fabriciano, originado das terras que restavam da antiga Fazenda Bom Jesus.

A Fazenda Bom Jesus, também conhecida como Fazenda do Fábio, por causa do proprietário, teve parte das terras loteadas pela Empreendimentos Novo Reno Ltda. em 1971. O restante do terreno, no perímetro rural, continuou a ser propriedade de Fábio. O nome recebido pelo novo bairro foi sugerido pelo então deputado federal Aníbal Teixeira de Souza, amigo de Fábio, e é uma homenagem à professora Júlia Kubitschek, que havia falecido naquele mesmo ano, mãe do ex-presidente Juscelino Kubitschek. Este compareceu à cerimônia de fundação, ocorrida em 30 de novembro de 1971. A denominação "Júlia Kubitschek" foi oficializada pelos Poderes Executivo e Legislativo de Fabriciano na mesma ocasião, em mandato do prefeito Mariano Pires Pontes, contudo a abreviação "JK" também se tornou popular para se referir à localidade.
À época da visita do presidente JK o bairro contava com poucas ruas e casas e não havia abastecimento de água e coleta de esgoto, sendo que quando chovia ocorriam enchentes na parte baixa e grandes deslizamentos de terra na parte alta. Somente no decorrer da década de 1980 é que o lugar começou a se desenvolver estrutural e demograficamente. Em 1º de outubro de 1982, foi fundada a primeira grande escola, a Escola Estadual Zacarias Roque, que já funcionava desde 1964 no bairro Bom Jesus e fora transferida para um espaço mais amplo no JK. Seu nome homenageia José Zacarias da Silva Roque, primeiro tabelião do distrito Melo Viana, que se transformou no município de Coronel Fabriciano em 1948. Em 1984, veio a ser criada a Associação Comunitária dos Moradores do Bairro JK (atualmente inativa) e em 1985, foi inaugurada a Igreja Nossa Senhora de Lourdes, cujo terreno foi adquirido para construção em 1974.
No decorrer da década de 1990, houve a expansão dos serviços de abastecimento de energia elétrica, das redes de esgoto e de linhas de ônibus. Em 2017, foi anunciado o loteamento da área que restou da antiga Fazenda Bom Jesus, dando origem ao loteamento Nova Fabriciano, situado entre o bairro JK e a Avenida Maanaim. Sua área incluiu a sede da antiga Fazenda do Fábio, porém a construção foi demolida para a venda do terreno, que estava em posse da prefeitura, em abril de 2024.

## Geografia e demografia

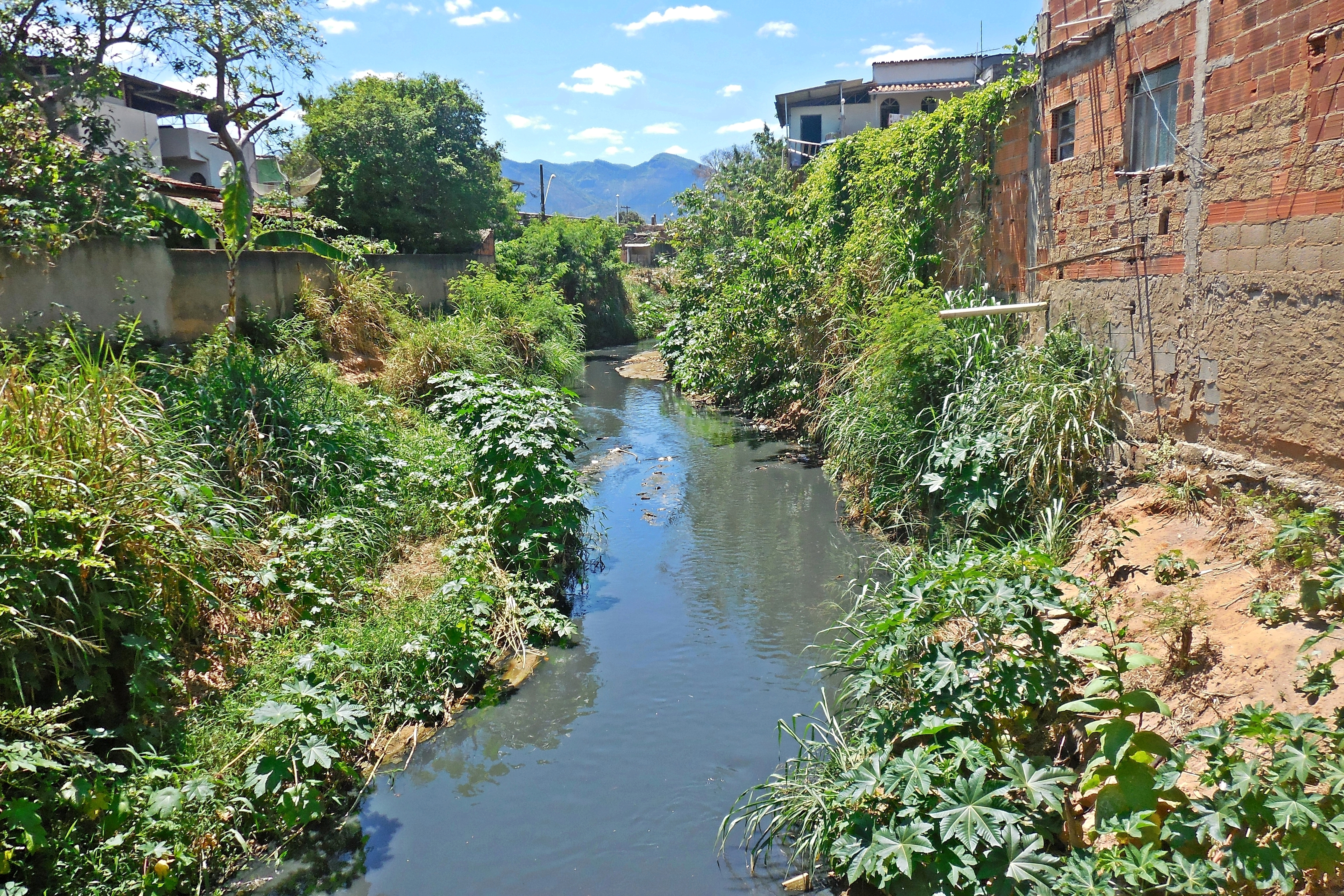
Ribeirão Caladão entre os bairros Melo Viana e Júlia Kubitschek

O bairro Júlia Kubitschek está localizado no centro da zona urbana de Coronel Fabriciano. A malha urbana da localidade é banhada pelo ribeirão Caladão, que corta a cidade e recebe sujeira e poluição originada de residências e pequenas indústrias, oficinas ou matadouros de suas margens, sendo que na época das chuvas são comuns enchentes nas áreas mais baixas do bairro.
O desflorestamento da área teve início durante a limpeza do terreno para que fosse loteado, em 1970. Quando o núcleo residencial foi criado, em 1971, ainda havia poucas casas e vários pontos não devastados, mas no decorrer das décadas de 70 e 80 ocorreu um processo de urbanização. A ausência de vegetação em alguns morros fez com que fossem frequentes enxurradas durante fortes chuvas, porém ao longo da década de 90 houve melhorias estruturais que provocaram uma redução dos estragos causados por temporais intensos.
Em 2022, a população foi estimada pelo Instituto Brasileiro de Geografia e Estatística (IBGE) em 3 104 habitantes e havia 1 133 domicílios particulares permanentes ocupados. Em 2010, havia 3 452 habitantes e 1 121 domicílios particulares. Com relação às práticas religiosas, a Igreja Nossa Senhora de Lourdes representa a sede da comunidade católica local, que está subordinada à Paróquia Santo Antônio.

## Infraestrutura e lazer

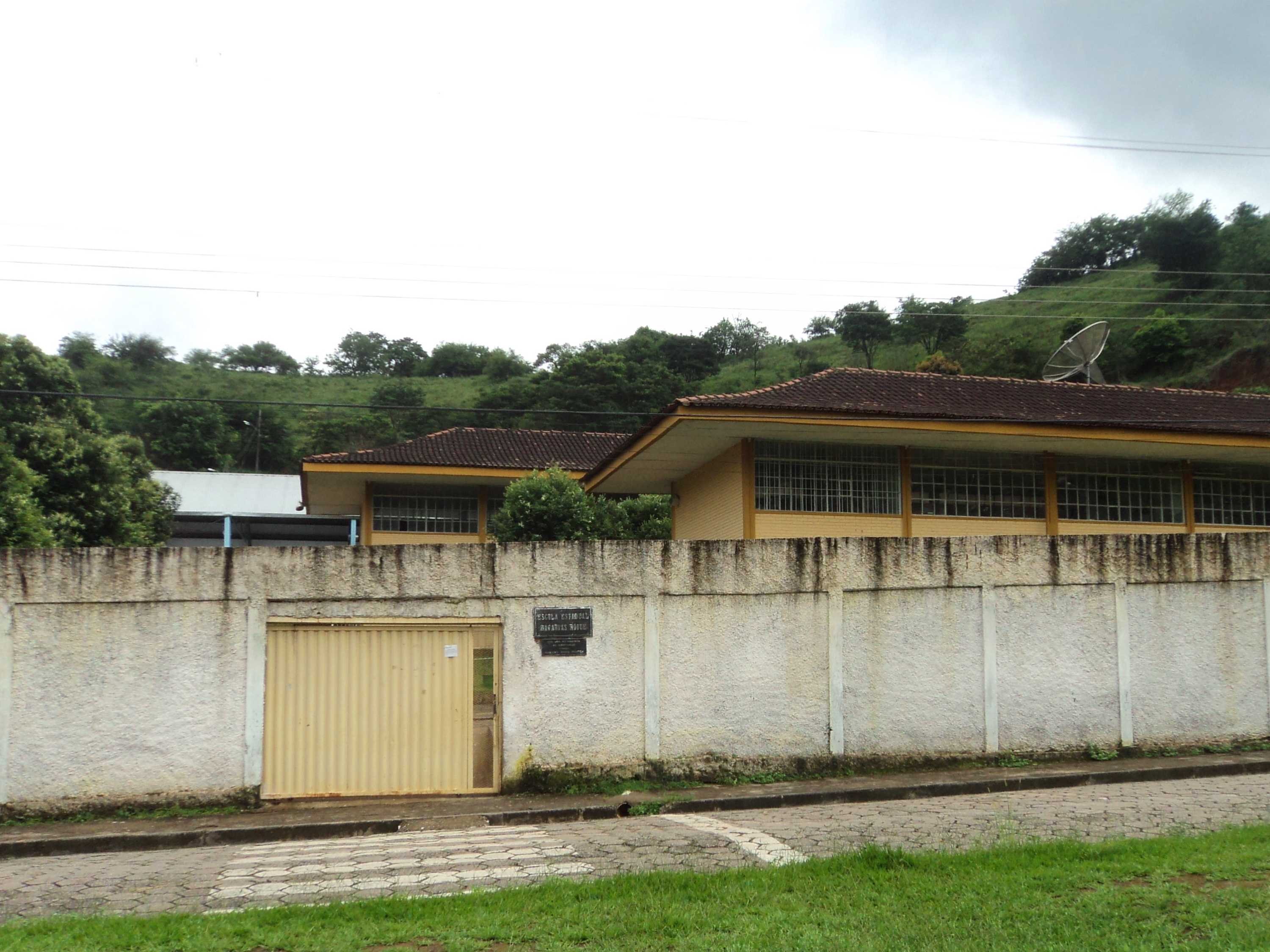
Vista da E.E. Zacarias Roque

A Escola Estadual Zacarias Roque está situada no bairro Júlia Kubitschek e fornece classes do ensino fundamental. Conforme citado anteriormente, a instituição foi criada no bairro Bom Jesus em 1964, sendo transferida para o JK em 1984. Em 9 de junho de 2014, foi inaugurado o Centro Municipal de Educação Infantil (CMEI) Sonho de Criança, que atende a crianças de seis meses a cinco anos na educação infantil. Também há uma unidade básica de atendimento, que é administrada pela Secretaria Municipal de Saúde (SMS) e oferece atendimentos e consultas básicas à população e serviços de enfermagem, além de servir como posto de vacina durante campanhas de vacinação.
O serviço de abastecimento de água é feito pela Companhia de Saneamento de Minas Gerais (Copasa), enquanto que o abastecimento de energia elétrica é de responsabilidade da Companhia Energética de Minas Gerais (Cemig), sendo que 100% da população possui acesso à rede elétrica. Há linhas de ônibus do transporte público municipal que atendem ao bairro diretamente ou aos bairros próximos e que passam pelo Júlia Kubitschek.
O principal marco do bairro é a Igreja Nossa Senhora de Lourdes, que foi inaugurada em 1985. Destacam-se as atividades de lazer voltadas à população, que, muitas vezes, são organizadas pela Igreja Presbiteriana do bairro, pela comunidade católica Nossa Senhora de Lourdes ou mesmo pelo posto de saúde do Júlia Kubitschek. Na semana do dia 12 de outubro, por exemplo, são montados brinquedos e peças de teatro às crianças, em comemoração ao dia delas. A Escola Estadual Zacarias Roque também organiza eventos voltados à população, como campanhas de conscientização ambiental e palestras educativas. Também há as festas juninas, realizadas pelas escolas e igrejas, em que há as apresentações de danças de quadrilha, além de comercialização e consumo de comidas típicas, reunindo a população do JK e de bairros situados nas proximidades.